# Zinedine Soualem

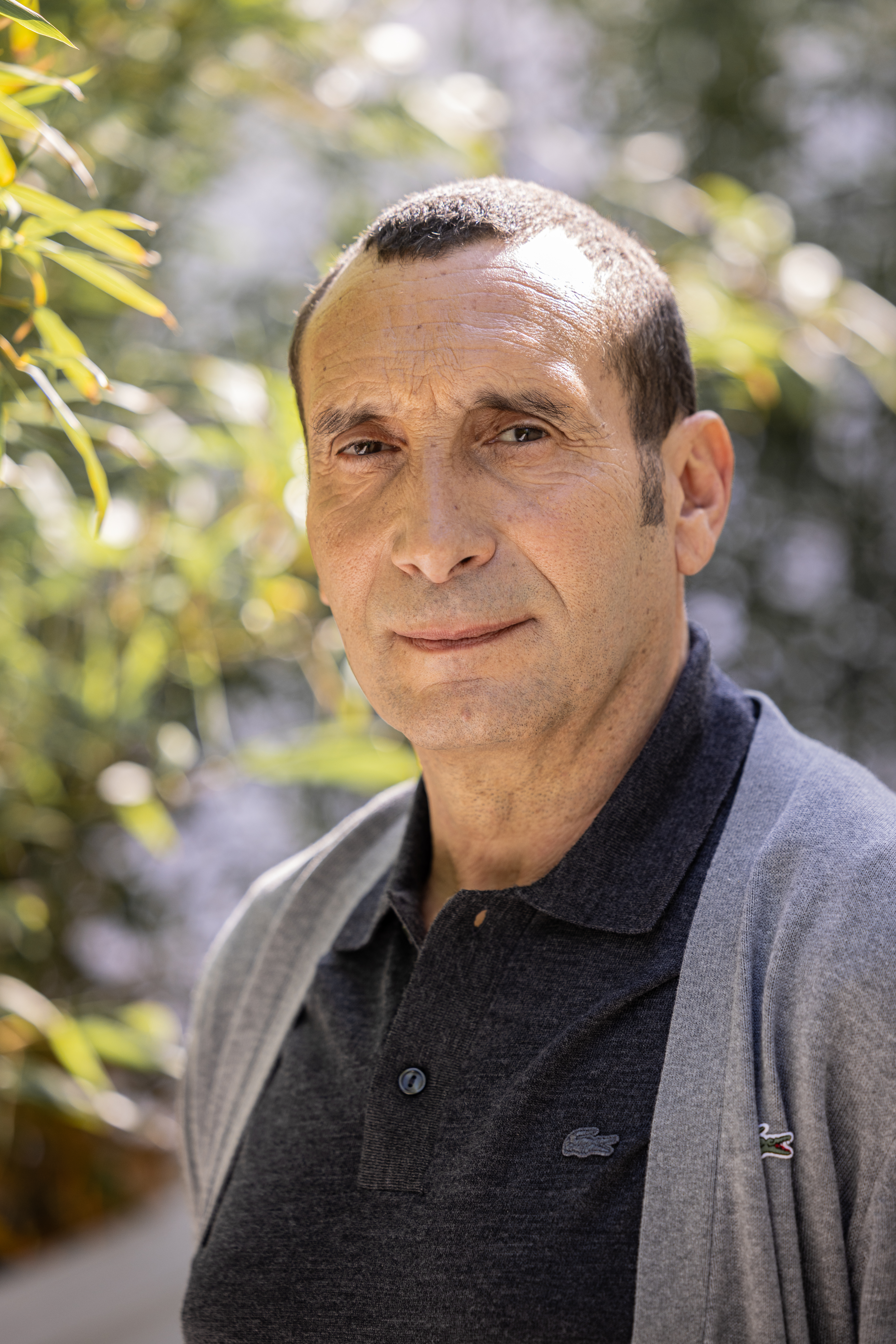
Zinedine Soualem (2025)

Zinedine Soualem (* 17. April 1957 in Thiers, Puy-de-Dôme, Frankreich) ist ein französischer Schauspieler.

## Leben
Zinedine Soualem ist algerischer Abstammung. Er spielte bereits als Kind Theater und arbeitete unter anderem mit Patrice Chéreau, Ariane Mnouchkine und  Patrick Chaput zusammen. Er debütierte an der Seite von Richard Bohringer und Sabine Haudepin in dem von Chaput inszenierten französischen Spielfilm La bête noire 1983 auf der Leinwand. Seiner algerischer Abstammung entsprechend spielte er seitdem häufig Figuren arabischer, algerischer oder muslimischer Abstammung, wobei es sich selten um Hauptrollen und häufig um kleinere Nebenrollen handelte. Besonders häufig arbeitete er mit Regisseur Cédric Klapisch zusammen, wie etwa bei der L’auberge-espagnole-Filmreihe.
Soualem war mit der israelisch-arabischen Schauspielerin Hiam Abbass verheiratet.

## Filmografie (Auswahl)
- 1983: La bête noire
- 1989: Die wunderbare Nacht (La nuit miraculeuse)
- 1992: Kleine Fische, große Fische (Riens du tout)
- 1993: Verrückt – Nach Liebe (Les gens normaux n’ont rien d’exceptionnel)
- 1994: Abschlussklasse: Wilde Jugend – 1975 (Le péril jeune)
- 1995: Die Anfänger (Les apprentis)
- 1995: Hass (La haine)
- 1995: Lumière et Compagnie
- 1996: … und jeder sucht sein Kätzchen (Chacun cherche son chat)
- 1996: Typisch Familie! (Un air de famille)
- 1996: Julie Lescaut (Fernsehserie, 1 Folge)
- 1997: Didier
- 1997: Die verbotene Frau (La femme défendue)
- 1997: Ich versteh’ nicht, was man an mir findet (Je ne vois pas ce qu’on me trouve)
- 1997: Singles unterwegs (Les randonneurs)
- 1998: Serial Lover – Der letzte räumt die Leiche weg (Serial Lover)
- 1998: Que la lumière soit!
- 1999: Sandrine sieht rot (Trafic d’influence)
- 2001: Es ist nie zu spät (J’ai tué Clémence Acéra)
- 2001: Inschallah – Endlich Sonntag (Inch’Allah dimanche)
- 2002: Asterix & Obelix: Mission Kleopatra (Astérix & Obélix: Mission Cléopâtre)
- 2002: L’auberge espagnole
- 2002: Roter Satin (Satin rouge)
- 2003: Not for, not against – Es gibt kein Zurück (Ni pour, ni contre (bien au contraire))
- 2005: L’auberge espagnole – Wiedersehen in St. Petersburg (Les poupées russes)
- 2005: Venus und Apollo (Vénus & Apollon) (Fernsehserie, 15 Folgen)
- 2006: Es begab sich aber zu der Zeit… (The Nativity Story)
- 2006: Trautes Heim, Glück allein (La maison du bonheur)
- 2007: Ein Tag (1 Journée)
- 2007: Roman de gare
- 2007: Schmetterling und Taucherglocke (Le scaphandre et le papillon)
- 2008: JCVD
- 2008: So ist Paris (Paris)
- 2008: Willkommen bei den Sch’tis (Bienvenue chez les Ch’tis)
- 2010: Der Name der Leute (Le nom des gens)
- 2010: Nichts zu verzollen (Rien à déclarer)
- 2011: Mein Stück vom Kuchen (Ma part du gâteau)
- 2011: Operation Casablanca
- 2011: On the Run (La proie)
- 2013: Beziehungsweise New York (Casse-tête chinois)
- 2013: Der Schaum der Tage (L’écume des jours)
- 2014: Die Lügen der Sieger
- 2014: Mord in Pacot (Meurtre à Pacot)
- 2015: Call My Agent! (Dix pour cent, Fernsehserie, zwei Folgen)
- 2016: Der Himmel wird warten (Le ciel attendra)
- 2017: Heirate mich, Alter! (Épouse-moi, mon pote)
- 2019: Einsam Zweisam (Deux moi)
- 2021: You Resemble Me
- 2022: Das Leben ein Tanz (En corps)
- 2022: Der Geschmack der kleinen Dinge (Umami)
- 2023: Divertimento – Ein Orchester für alle (Divertimento)
- 2025: Die Farben der Zeit (La venue de l’avenir)